# Peter de Cruz
Peter de Cruz (* 4. Januar 1990 in London, Vereinigtes Königreich) ist ein Schweizer Curler. Er ist Skip seines Teams, spielt die Steine aber an zweiter (Second) oder dritter (Third) Position.

## Karriere
De Cruz nahm mit seinem Team an der Curling-Juniorenweltmeisterschaft 2010 teil und gewann dort die Goldmedaille. Im darauffolgenden Jahr konnte er erneut in den Final einziehen, verlor aber gegen das schwedische Team um Oskar Eriksson.
Er nahm bislang zweimal an der Curling-Weltmeisterschaft der Herren teil. Bei der WM 2014 belegte er für die Schweiz den dritten Platz, und auch bei der WM 2017 konnte er zusammen mit Benoît Schwarz (Fourth), Claudio Pätz (Third), Valentin Tanner (Lead) und Romano Meier (Ersatz) wieder die Bronzemedaille gewinnen.
Bei der Curling-Europameisterschaft 2015 gewann er die Silbermedaille; 2016 belegte er den dritten Platz. Das gleiche Ergebnis erreichte er bei der Europameisterschaft 2017.
Auf der World Curling Tour gewann er bei den Curling Masters Champery (2011), der Challenge Casino Charlevoix (2012) und dem Baden Masters (2016). Mit dem Sieg bei der Meridian Canadian Open 2018 konnte er sein erstes Grand-Slam-Turnier gewinnen. Er ist zweifacher Schweizer Meister (2017, 2014).
Durch den dritten Platz bei der Weltmeisterschaft 2017 erzielte er mit der Schweizer Mannschaft die notwendigen Punkte für die Olympiaqualifikation und spielte mit Benoît Schwarz, Claudio Pätz, Valentin Tanner und Dominik Märki (Ersatz) im Turnier der Männer bei den Olympischen Winterspielen 2018 in Pyeongchang. Nach der Round Robin standen die Schweizer zusammen mit dem Team Grossbritannien auf dem vierten Platz. Sie gewannen den Tie-Breaker gegen das britische Team um Kyle Smith, unterlagen dann aber im Halbfinal gegen Schweden mit Skip Niklas Edin. Im Spiel im Platz drei konnten sie das kanadische Team um Kevin Koe besiegen und die Bronzemedaille gewinnen.